# James Weston

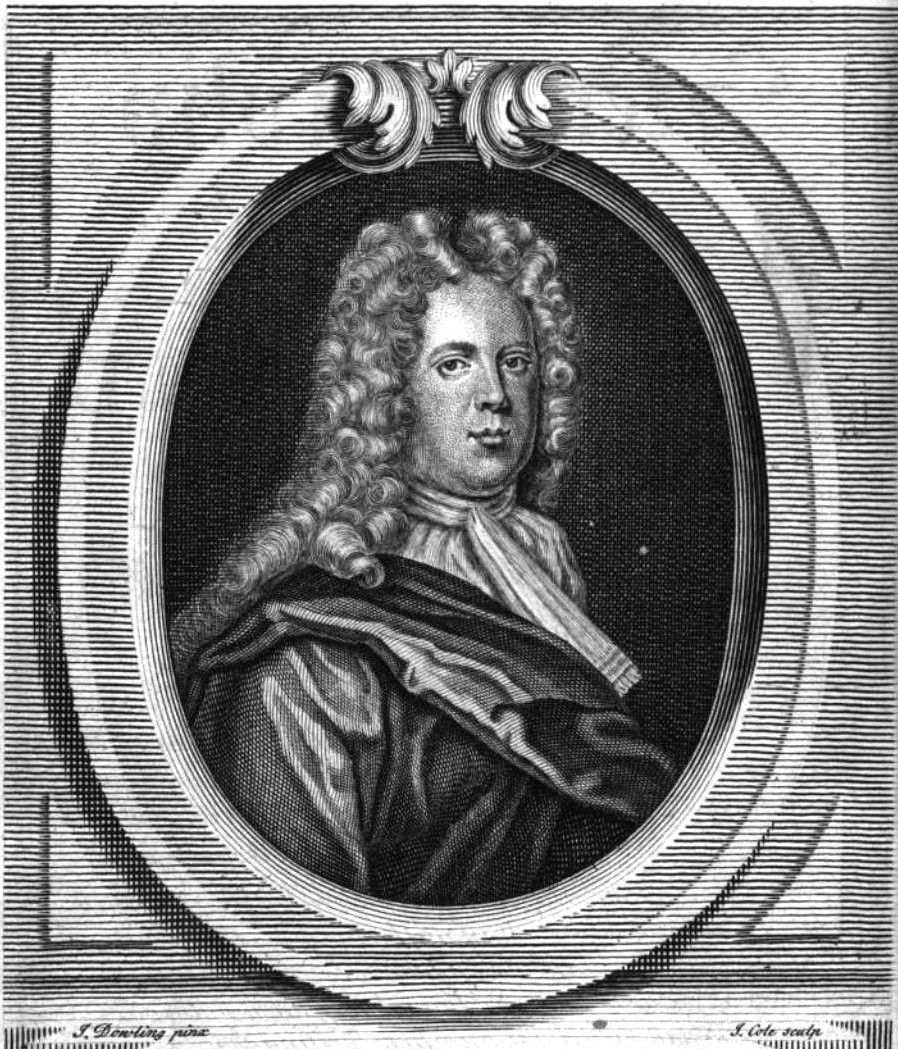
James Weston – 1727 oder früher

James Weston (* etwa 1688; † etwa 1748) war ein schottischer Stenografiesystemerfinder und Gerichtsstenograf in London. Er entwickelte das Kurzschriftsystem Stenography Compleated, das er 1727 erstmals veröffentlichte und in England in London und 
Manchester unterrichtete. 

## Stenografiesystem
James Westons Stenography Compleated gehört zu den so genannten geometrischen Kurzschriftsystemen wie zum Beispiel auch die Systeme John Willis und John Byrom. Bei den geometrischen System werden die Buchstabenzeichen aus Punkt, Gerade, Ellipse und Kreis (oder Teilzügen davon) gebildet.
Westons System hat zahlreiche Regeln zur Verbindung der einzelnen Zeichen sowie eine äußerst große Anzahl an Kürzungen für Silben und Wörter. Weston schuf sogar Kürzungen für so relativ seltene Wörter wie Pluderhose und Mandelbaum, was ihm einer seiner Schüler, Anthony Clayton, zum Vorwurf machte und Westons System veränderte. Obwohl Westons Stenografiesystem eine Buchstabenkurzschrift ist, wurde Westons Stenography Compleated wegen der großen Anzahl von Zeichen für ganze Wörter von dem Historiker und Diplomatiker Johann Christoph Gatterer mit der Wortkurzschrift der Tironischen Noten verglichen, die eigene Zeichen und Schriftbilder (Noten) für Tausende von Wörtern hatte. Gatterer weist dabei darauf hin, dass diese notarum Tironis in Großbritannien von Lehrern gelehrt wird. Dabei verweist Gatterer neben Weston ebenso auf das Stenografiesystem von Thomas Shelton namens Tachygraphy.

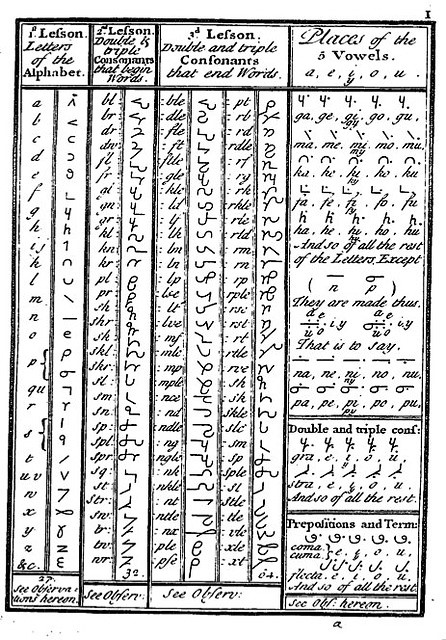
Stenography Compleated von 1727 – Zeichenübersicht

Weston ist der Meinung, dass mit seinem System in jedem Satz mindestens zwei bis sieben oder mehr Wörter zu einem einzigen Wort zusammengeschrieben werden können, ohne mit dem Stift abzusetzen. Nach Westons Überzeugung ist jeder, der seinen Namen so einigermaßen schreiben kann, nur mit seinem Lehrbuch auch ohne Lehrer in der Lage, auch ohne Lateinkenntnisse jede Predigt, jede Rede, jede Gerichtsverhandlung und jedes Theaterstück usw. Wort für Wort mitzuschreiben, wobei selbst die Wiederlesbarkeit durch Dritte auch noch nach langer Zeit gewährleistet ist. Gemäß Weston ist es völlig unmöglich, diese Vorzüge durch ein anderes bestehendes Kurzschriftsystem zu erreichen.
James Weston nahm sich bei der Entwicklung seines eigenen Kurzschriftsystems das System von Theophilus Metcalfe (auch Metcalf; etwa 1610 – etwa 1645) zum Vorbild und erklärte dessen kurzschriftliches Alphabet als das beste, das es gibt und das man sich ausdenken kann. Weston übernahm alle Zeichen von Metcalfes, nahm jedoch eigenständige Wortkürzungen vor und schrieb vor allem auch mehrere Wörter zusammen.
Über sein System schreibt Weston: „Kurz gesagt: Der Lernende wird erkennen, dass ich weder Mühe noch Kosten gescheut habe, um meine Methode für jedermann klar und deutlich zu machen. Wenn ich nur für Gelehrte oder Genies geschrieben hätte, dann hätte ich mir über zwei Drittel meiner Arbeit und Kosten sparen können.“

## Veröffentlichungen von James Weston

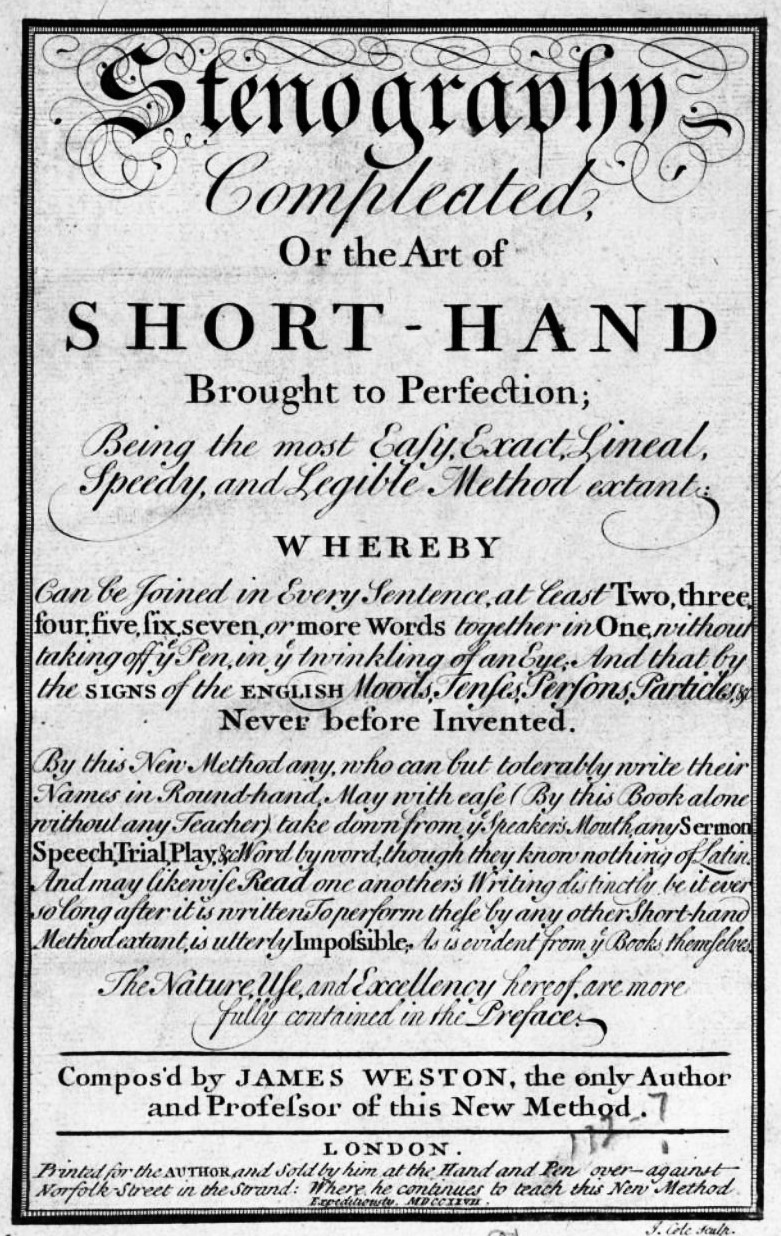
Titelseite der Erstauflage von Westons Lehrbuch Stenography Compleated

- Stenography Compleated, Or The Art of Short-Hand Brought to Perfection; Being the most Easy, Exact, Lineal Speedy, and Legible Method extant, London 1727. – Bis 1788 wurden 11 Auflagen veröffentlicht. Das Werk besteht aus vier Teilen, die alle auch einzeln verkauft wurden.[9] Die weiteren Teile:

- Directions For Writing Shorthand, Containing A General Rule
- A Dictionary Or an Alphabetical Table, Containing Almost all the Words in the English Tongue, With the Short-Hand over-against each Word
- Observations and Explications, Proper For better Understanding the Letters of the Alphabet

- A New Short-Hand Grammar, Containing A General Rule, For Writing any Language, whether English, Latin, French, &c.,[10] London 1745 – bis 1749 in vier Auflagen erschienen
- The Book of Common Prayer in Short-Hand, According to Mr. Weston’s Excellent Method, London 1730 und 1743